# Vähäjärvi (sjö i Satakunta, Finland)
Vähäjärvi är en sjö i Finland. Den ligger i kommunen Sastmola i landskapet Satakunta, i den sydvästra delen av landet, 260 km nordväst om huvudstaden Helsingfors. Vähäjärvi ligger 41,4 meter över havet. I omgivningarna runt Vähäjärvi växer i huvudsak blandskog. Arean är 63,1 hektar och strandlinjen är 6,07 kilometer lång. Sjön  ingår i Karvia å huvudavrinningsområde. 